# 제어족
제어족(영어: Jê languages, Gê, Jean, Ye, Gean) 또는 제·카잉강어족(영어: Jê–Kaingang languages)은 브라질 원주민의 일파인 제 민족이 사용하는 언어들이 속한 어족이다.

## 분류
에스놀로그에 따른 제어족의 구조는 다음과 같다.
- 제이코어 (†)
- 북제어파
  - 아피나예어
  - 카야포어
  - 파나라어
  - 수야어
  - 팀비라어 (카넬라 방언과 크레예 방언으로 나뉨)
- 중앙제어파
  - 아크로아어 (†)
  - 샤반테어
  - 셰렌테어
  - 샤크리아바어 (†)
- 남제어파
  - 쇼클렝어
  - 카잉강어군
    - 카잉강어
    - 상파울루 카잉강어 (†)
    - 잉가인어 (†)
    - 과야나어 (†)

## 다른 어족과의 관계
제어족은 확대 제어족 가설의 중심에 있다. Kaufman (1990)은 이 가설을 신빙성 있다고 평가한다.